# Kwon Chang-hoon
Kwon Chang-hoon (kor. 권창훈;* 30. Juni 1994 in Seoul) ist ein südkoreanischer Fußballspieler. Er war südkoreanischer Nationalspieler.

## Karriere

### Verein
Kwon Chang-hoon begann seine Karriere im April 2013 bei den Suwon Samsung Bluewings in der K League Classic. Zu Saisonende hatte er acht torlose Einsätze zu Buche stehen. In der Saison 2014 konnte er schließlich seinen ersten Treffer in der höchsten südkoreanischen Spielklasse erzielen, als er am 18. Spieltag gegen die Pohang Steelers zum 4:1-Endstand einnetzte. Dies blieb jedoch in 20 Saisonspielen sein einziger Treffer. Suwon beendete die Saison als Zweiter hinter Jeonbuk Hyundai Motors. In der Saison 2015 wurde Kwon mit zehn Treffern in 35 Spielen hinter dem Brasilianer Santos (12 Treffer) zweitbester Torschütze seines Teams. Suwon beendete die Saison genau wie in der Vorsaison als Zweiter hinter Jeonbuk.
Die Spielzeit 2016 verlief für Kwon und Suwon weniger erfolgreich. Kwon konnte zwar in 27 Spielen sieben Tore erzielen, jedoch musste Suwon als Zehnter nach der regulären Saison in der Abstiegsrunde weiterspielen. In dieser erreichte man dann drei Siege und zwei Unentschieden und beendete das Spieljahr somit auf Platz 7 mit neun Punkten Vorsprung auf den Absteiger, dem Suwon FC.
Im Januar 2017 wechselte er nach Frankreich zum Erstligisten FCO Dijon. Dort kam er zunächst in drei Spielen der Reserve, die in der vierten französischen Liga spielte, zum Einsatz, ehe er zum Stammspieler in der Profimannschaft wurde. Mit dem Verein erreichte er bei 61 Einsätzen und dreizehn erzielten Toren in den zweieinhalb Spielzeiten jeweils eine Platzierung im hinteren Tabellenfeld, 2018/19 wurde der Ligaerhalt erst durch die Relegation gesichert.
Zur Saison 2019/20 wechselte der Mittelfeldspieler zum deutschen Bundesligisten SC Freiburg. Im Sommer 2021 verließ er den SC Freiburg, um den obligatorischen Wehrdienst in seinem Heimatland anzutreten. Bei seinem Ex-Club Suwon erfüllte Kwon die geforderten sechs Monate Spielpraxis in der K-League. Seit Beginn des Wehrdienstes ist er an den Militärklub Gimcheon Sangmu FC verliehen.

### Nationalmannschaft
Kwon Chang-hoon spielte für diverse südkoreanische Jugendauswahlen. Mit der U-17-Mannschaft nahm er an der Qualifikation zur Asienmeisterschaft 2010 in Usbekistan teil. Als Gruppenvierter wurde die Endrunde aber verpasst. Ab Oktober 2011 gehörte er der U-20-Mannschaft an und nahm mit dieser an der Asienmeisterschaft 2012 in den Vereinigten Arabischen Emiraten teil. Auf dem Weg zum Titel stand Kwon in fünf der sechs Spielen auf dem Platz und steuerte ein Tor zum 4:1-Sieg im Viertelfinale gegen den Iran bei. Damit qualifizierte sich Südkorea für die in der Türkei stattfindende U-20-Weltmeisterschaft 2013, an der er ebenfalls teilnahm und dabei zwei Tore erzielen konnte.
Ab 2015 stand Kwon immer wieder im Kader der U-23-Mannschaft, so auch bei der Asienmeisterschaft 2016 in Katar. In allen sechs Spielen kam er zum Einsatz und verhalf mit seinen fünf Tore, u. a. ein Hattrick im Gruppenspiel gegen den Jemen – der Mannschaft zum Einzug ins Finale, das 2:3 gegen Japan verloren wurde. Mit dem zweiten Platz qualifizierte sich Kwon für das olympische Fußballturnier 2016 in Rio de Janeiro. Im letzten Gruppenspiel gegen Mexiko schoss er in der 73. Minute das entscheidende Tor zum 1:0-Sieg und damit zum Erreichen des Viertelfinale, in dem Südkorea mit 0:1 Honduras unterlag.
Sein Debüt für die A-Nationalmannschaft Südkoreas gab Kwon am 2. August 2015 im ersten Spiel der Endrunde der Ostasienmeisterschaft. Im Anschluss wurde er in vier Qualifikationsspielen zur WM 2018 eingesetzt. In den beiden Spielen gegen Laos und den Libanon erzielte er seine ersten drei Länderspieltore. Für die WM-Endrunde in Russland wurde er im Mai 2018 von Trainer Shin Tae-yong in den vorläufigen Kader benannt, musste aber wegen einer Verletzung absagen.

## Erfolge
Suwon Samsung Bluewings
- Vizemeister der K League Classic: 2014, 2015
- Gewinn des Korean FA Cups: 2016

Nationalmannschaft
- Gewinn der U19-Asienmeisterschaft: 2012
- Zweiter der U23-Asienmeisterschaft: 2016
- Gewinn der Ostasienmeisterschaft: 2015